# 愛知県道44号岡崎西尾線

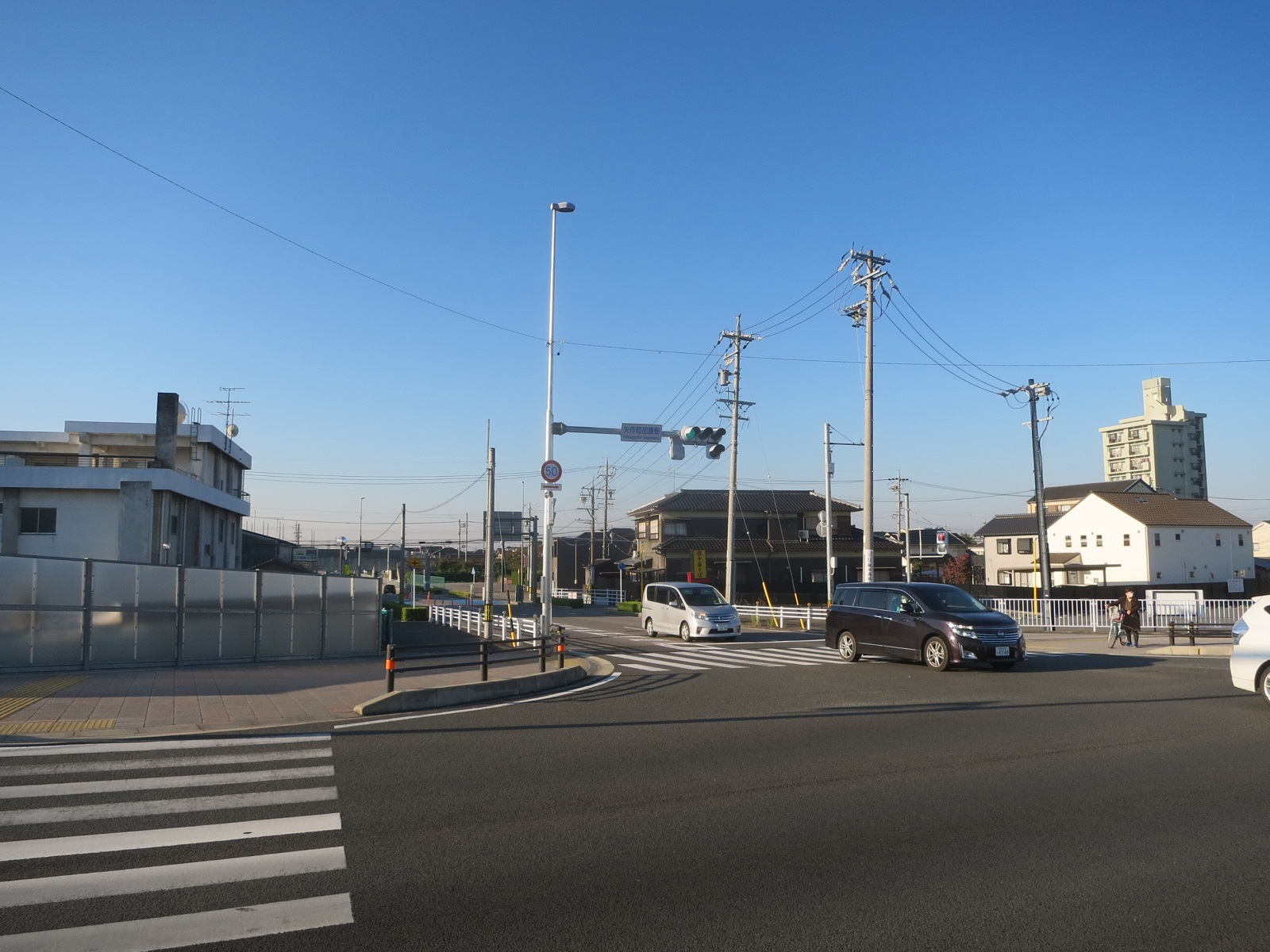
岡崎市矢作町字加護畑（起点）

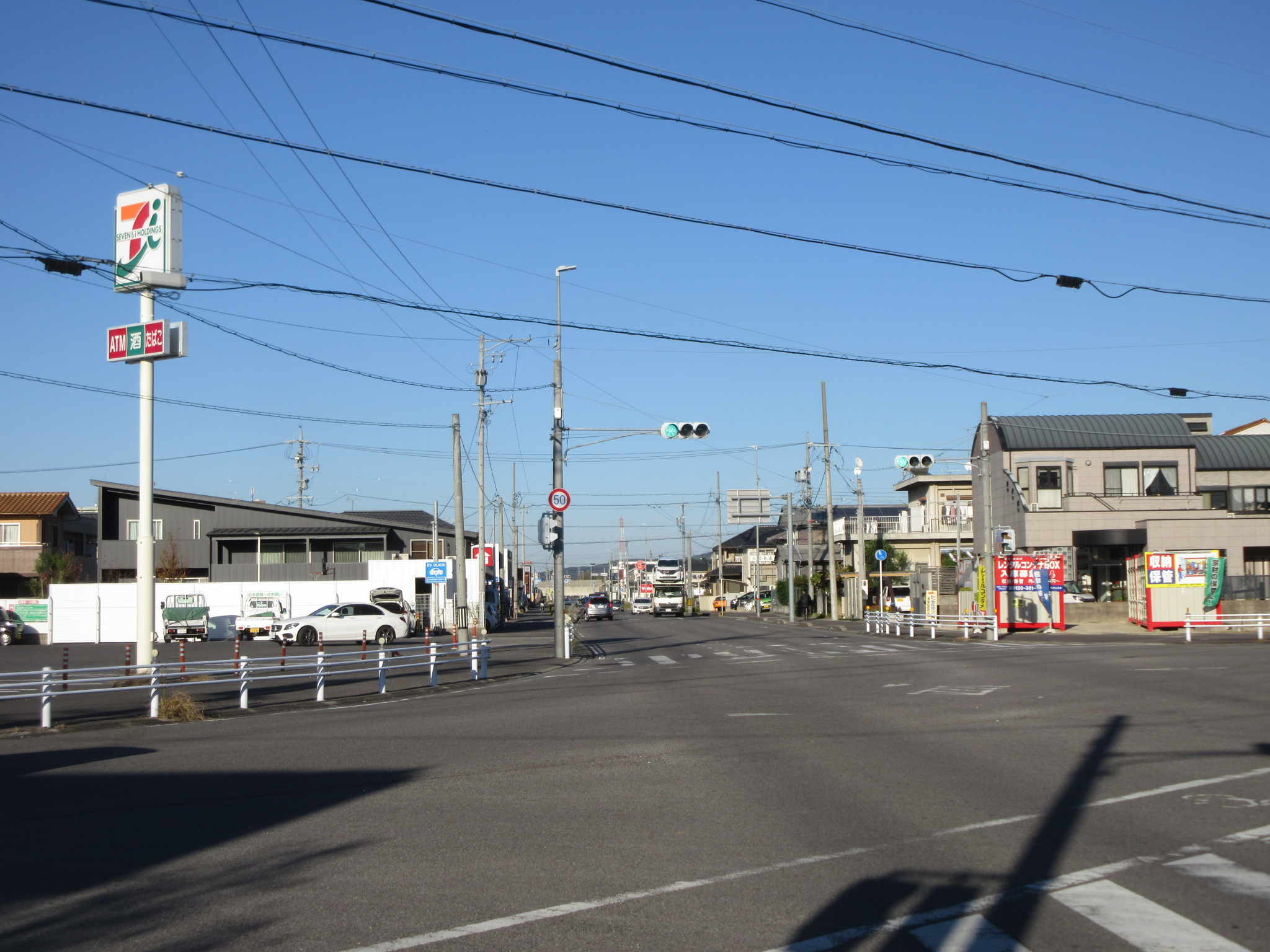
矢作町橋塚東交差点

愛知県道44号岡崎西尾線（あいちけんどう44ごう おかざきにしおせん）は、愛知県岡崎市から西尾市に至る主要地方道である。

## 概要

### 路線データ
- 起点:愛知県岡崎市矢作町字加護畑（国道1号交点）
- 終点:愛知県西尾市米津町（愛知県道12号豊田一色線交点）

## 沿革
- 1965年11月29日：認定。
- 2008年：起点を矢作町市場（矢作橋西詰）から矢作町加護畑に変更し、矢作町橋塚東までの区間が新道へ切り替わる。

## 通過する自治体
- 愛知県
  - 岡崎市 - 安城市 - 西尾市

## 接続する道路
- 国道1号（矢作町加護畑交差点）
- 竜南メーンロード：愛知県道48号岡崎刈谷線（昭和町東交差点）
- 愛知県道26号岡崎環状線（昭和町交差点）
- 愛知県道78号安城幸田線（河野町西交差点）
- 愛知県道293号桜井岡崎線（桜井町印内交差点）
- 愛知県道286号安城桜井線（桜井町塔之元交差点）
- 愛知県道292号幸田石井線（桜井駅東交差点 - 小川町交差点で重複）
- 知立バイパス・岡崎バイパス：国道23号（藤井インターチェンジ）
- 愛知県道12号豊田一色線（米津橋北交差点）
- 愛知県道46号西尾知多線（米津橋北交差点）
- 愛知県道291号米津碧南線（米津橋北交差点）

## 周辺
- 東レ 岡崎工場
- JR東海道本線 西岡崎駅
- 岡崎石工団地
- 二子古墳
- 名鉄西尾線 桜井駅
- アイシン 安城第1・第2工場

## 別名
- 桜井道（岡崎市）
- 岡崎街道（西尾市）